# Hilara andreasi
Hilara andreasi är en tvåvingeart som beskrevs av Chvala 2008. Hilara andreasi ingår i släktet Hilara och familjen dansflugor.
Artens utbredningsområde är Frankrike. Inga underarter finns listade i Catalogue of Life.